# أنتوني هدسون (معلق رياضي)
أنتوني هدسون (بالإنجليزية: Anthony Hudson)‏ هو معلق رياضي أسترالي، ولد في 10 أبريل 1971.